# Centro de Entrenamiento de Cosmonautas Gagarin
El Centro de Entrenamiento de Cosmonautas Gagarin fue inaugurado el 11 de enero de 1960 en la Ciudad de las Estrellas en las afueras de Moscú. En 1968 fue rebautizado como Centro de Entrenamiento de Cosmonautas Gagarin en honor al primer hombre en el espacio, Yuri Gagarin.
Hasta abril de 2009, el centro era propiedad del ministerio de defensa ruso y era operado por el ministerio en cooperación con la Agencia Espacial Federal de Rusia. En abril de 2009, el presidente de Rusia, Dmitri Medvédev, firmó un decreto presidencial que transfirió el centro del Ministerio de Defensa a la agencia espacial. El centro contiene instalaciones para el entrenamiento de varios procedimientos necesarios para el viaje espacial.